# Vasco Borges
Vasco Borges ComC • GCC (Lisboa, 23 de Setembro de 1882 — Lisboa, 17 de Fevereiro de 1942) foi um magistrado e político, activo durante a Primeira República Portuguesa e depois durante o regime do Estado Novo.

## Biografia
Licenciou-se em Direito pela Faculdade de Direito da Universidade de Coimbra e depois de um período de exercício de advocacia em Lisboa (1904-1905) e ingressou na magistratura judicional como juiz de 3.ª classe na Golegã (1919), passando a juiz de 2.ª classe (1925) e depois a juiz de 1.ª classe da 7.ª Vara da Comarca de Lisboa (1928).
Durante a Primeira República Portuguesa exerceu por diversas vezes cargos ministeriais, tendo sido Ministro da Instrução Pública no governo de António Maria Baptista (1920), Ministro do Comércio e Comunicações no governo de Maia Pinto (1922), ministro do Trabalho nos dois governos de António Maria da Silva (1922), Ministro dos Negócios Estrangeiros no governo de Domingos Leite Pereira (1925) e era Ministro dos Negócios Estrangeiros no governo de António Maria da Silva que foi derrubado pelo Golpe de 28 de Maio de 1926.
Apesar desta participação governativa durante a Primeira República gravitou para o grupo dos apoiantes do Estado Novo sendo considerado como um dos confidentes de António de Oliveira Salazar.
Foi deputado à Assembleia Nacional na I (1935-1938) e II (1938-1942) legislaturas do Estado Novo, tendo desempenhado um importante papel naquele órgão, com numerosas e importantes intervenções, nomeadamente as referentes às questões contitucionais. Na sessão legislativa de 1935 apresentou o projecto de lei de alteração à Constituição Portuguesa de 1933, tendo depois liderado o respectivo debate.
A 28 de Junho de 1919 foi feito Comendador da Ordem Militar de Nosso Senhor Jesus Cristo e a 2 de Dezembro de 1924 foi elevado a Grã-Cruz da mesma Ordem.